# Conocephalus nigropleurum
Conocephalus nigropleurum är en insektsart som först beskrevs av Bruner, L. 1891.  Conocephalus nigropleurum ingår i släktet Conocephalus och familjen vårtbitare. Inga underarter finns listade i Catalogue of Life.

## Bildgalleri

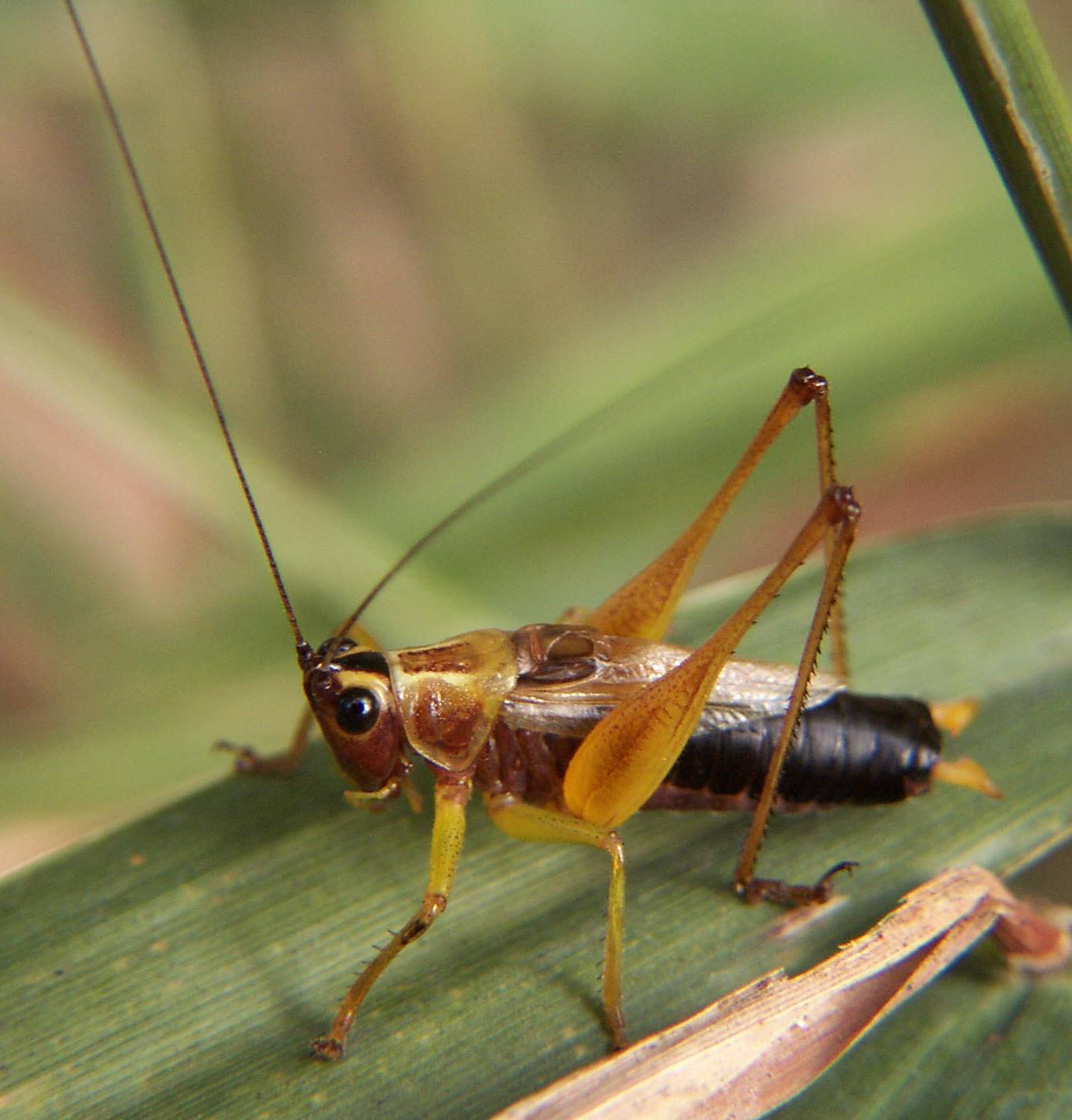